# Od tod do večnosti (film)
From Here to Eternity (angleško Od Tod do Večnosti) je ameriški film iz leta 1953. Posnet je po romanu pisatelja Jamesa Jonesa in opisuje življenja ljudi na Havajih nekaj dni pred znamenitim napadom na Pearl Harbor.

## Vsebina
Film se dogaja med drugo svetovno vojno leta 1941. Vojaka Roberta E. Lee Prewitta (Montgomery Clift) na lastno željo premestijo v vojaško oporišče na Havajih. Njegov novi nadrejeni, načelnik Dana Holmes, je slišal o njegovih boksarskih spretnostih in bi ga rad spravil v vojaško boksarsko ekipo. Ker pa je 'Prew' odločen, da je z boksom zaključil, se načelnik Holmes odloči, da ga bo prisilil k vstopu v ekipo, zato ga neprestano ponižuje ter mu nalaga dodatna dela. Edini, ki mu stoji ob strani je njegov dobri prijatelj Angelo Maggio (Frank Sinatra). Medtem ima načelnikov pomočnik narednik Warden (Burt Lancaster) strastno afero z načelnikovo ženo, Dano Holmes (Deborah Kerr). Prewitt, ki pod vsem pritiskom še vedno noče popustiti in začeti ponovno boksati, nekega večera obišče mesto, kjer se zaljubi v prostitutko Lorene (Donna Reed). Kmalu zatem Maggia ubije sadistični narednik 'Fatso' Judson, s katerim sta bila že dlje časa v sporu. Prewitt se odloči, da bo Maggia maščeval, zato se nekega dne z narednikom Judsonom spopadeta. Le-ta je v pretepu ubit, ranjeni Prewitt pa se zateče k Lorene. Potem pa nastopi usodno jutro 7. december 1941. Še napol speče mesto zbudi prihod japonskih letal, ki začnejo bombadirati pristanišče. Narednik Warden, ki je dan pred tem prenehal afero z Dano, se s skupino mož na strehi oporišča bojuje proti letalom. Ko nastopi večer, se Prewitt, ki je še vedno hudo ranjen od pretepa, poda proti oporišču, saj želi pomagati vojski. Med prečkanjem nekega travnika ga misleč, da je japonski vojak, ustrelijo ameriški vojaki. Tako mrtev obleži na obali. Naslednje jutro se Lorene in Dana z ladjo odpravite s Havajev. Čeprav se ne poznata, obe žalostno gledata nazaj proti otoku.

## Zanimivosti
- Film je bil izredno uspešen in je prejel kar osem oskarjev, tudi oskarja za najboljši film leta, oskarja za najboljšo moško stransko vlogo (Frank Sinatra) in oskarja za najboljšo žensko stransko vlogo (Donna Reed).
- Film je bil posnet v 41 dneh.
- Joan Crawford je zavrnila vlogo Dane Holmes, ker ji niso bili všeč kostumi.
- Zelo znana je zgodba, da je Franku Sinatri pri pridobitvi vloge v filmu pomagala mafija. Zgodba je seveda izmišljena. V resnici je šefu studia Franka predlagala njegova takratnja žena Ava Gardner.